# آریل گوستاوو پریرا
آریل گوستاوو پریرا (انگلیسی: Ariel Gustavo Pereyra؛ زادهٔ ۲ اکتبر ۱۹۷۳) بازیکن فوتبال اهل آرژانتین است.
از باشگاه‌هایی که در آن بازی کرده‌است می‌توان به باشگاه ورزشی سن لورنسو آلماگرو و باشگاه فوتبال جیمناسیا لاپلاتا اشاره کرد.